# Lijst van cd-i-spellen
De pagina lijst van cd-i-spellen bevat computerspellen die uitgegeven zijn voor cd-i.

## 0-9
| Titel         | Jaar | Uitgever                                                            | Genre         |
| ------------- | ---- | ------------------------------------------------------------------- | ------------- |
| 3rd Degree    | 1992 | Philips Interactive Media                                           | Strategiespel |
| The 7th Guest | 1993 | Philips Interactive Media Virgin Interactive Entertainment (Europe) | Avonturenspel |

## A
| Titel                                      | Jaar | Uitgever                                             | Genre                             |
| ------------------------------------------ | ---- | ---------------------------------------------------- | --------------------------------- |
| ABC Sports Presents: Power Hitter          | 1992 | Philips Interactive Media                            | Actiespel Sportspel Strategiespel |
| ABC Sports Presents: The Palm Springs Open | 1991 | Philips Interactive Media                            | Sportspel                         |
| Accelerator                                | 1997 | SPC Vision                                           | Actiespel Autoracespel            |
| A Great Day at the Races                   | 1993 | Philips Interactive Media                            | Simulatiespel Sportspel           |
| Alfapet                                    | 1993 | CD-i Studio ADATEK                                   | Strategiespel                     |
| Alice in Wonderland                        | 1992 | Philips Interactive Media American Interactive Media | Avonturenspel                     |
| Alien Gate                                 | 1993 | Philips Interactive Media                            | Actiespel                         |
| All the Fun of the Fair                    | 1993 | Philips Interactive Media                            | Educatiespel                      |
| The Apprentice                             | 1994 | Philips Interactive Media                            | Actiespel                         |
| Arcade Classics                            | 1996 | Namco Limited                                        | Actiespel                         |
| Archeon CD-i Quiz                          | 1994 | Dutch Electronic Publishers                          | Educatiespel                      |
| Asterix: Caesar's Challenge                | 1995 | Philips Interactive Media Pathé Interactive          | Strategiespel                     |
| Atlantis: The Last Resort                  | 1997 | Philips Interactive Media                            | Actiespel                         |
| A Visit to Sesame Street: Letters          | 1992 | Philips Interactive Media                            | Educatiespel                      |
| Axis and Allies                            | 1994 | Philips Interactive Media                            | Strategiespel                     |

## B
| Titel                                  | Jaar | Uitgever                              | Genre                   |
| -------------------------------------- | ---- | ------------------------------------- | ----------------------- |
| Backgammon                             | 1991 | American Interactive Media            | Strategiespel           |
| Battleship                             | 1991 | Philips Interactive Media             | Strategiespel           |
| The Berenstain Bears: On Their Own     | 1993 | Philips Interactive Media Deutschland | Educatiespel            |
| Big Bang Show                          | 1995 | Philips Interactive Media             | Actiespel Educatiespel  |
| Brain Dead 13                          | 1997 | Philips Interactive Media             | Actiespel               |
| Brer Rabbit and the Wonderful Tar Baby | 1991 | American Interactive Media            | Educatiespel            |
| Burn:Cycle                             | 1994 | Philips Interactive Media             | Actiespel Avonturenspel |

## C
| Titel                                  | Jaar | Uitgever                                                      | Genre                             |
| -------------------------------------- | ---- | ------------------------------------------------------------- | --------------------------------- |
| Caesars World of Boxing                | 1993 | Philips Interactive Media                                     | Actiespel Sportspel Strategiespel |
| Caesars World of Gambling              | 1991 | Philips Interactive Media                                     | Simulatiespel                     |
| Cartoon Jukebox                        | 1991 | Philips Interactive Media                                     | Educatiespel                      |
| CD-interactief: De Gratis Abonnee CD-i | 1994 |                                                               |                                   |
| CD Shoot                               | 1992 | Philips Interactive Media Eaglevision Interactive Productions | Actiespel Sportspel               |
| Chaos Control                          | 1995 | Philips Interactive Media Philips Média France                | Actiespel                         |
| Children's Musical Theatre             | 1990 | Philips Media                                                 | Simulatiespel                     |
| Christmas Country                      | 1996 | Creative Multimedia Corporation                               | Actiespel                         |
| Christmas Crisis                       | 1995 | Philips Interactive Media DIMA                                | Actiespel                         |
| Clue                                   | 1994 | Philips Interactive Media                                     | Avonturenspel                     |
| Clue 2: The Mysteries Continue         | 1996 | Philips Interactive Media                                     | Avonturenspel Strategiespel       |
| Connect Four                           | 1991 | Philips Interactive Media                                     | Strategiespel                     |
| The Crayon Factory                     | 1995 | Philips Interactive Media                                     | Educatiespel                      |
| Creature Shock                         | 1997 | Virgin Interactive Entertainment (Europe)                     | Actiespel                         |
| Crime Patrol                           | 1996 | Philips Interactive Media                                     | Actiespel                         |

## D
| Titel                                    | Jaar | Uitgever                  | Genre                      |
| ---------------------------------------- | ---- | ------------------------- | -------------------------- |
| The Dame Was Loaded                      | 1996 | Philips Interactive Media | Avonturenspel              |
| Dark Castle                              | 1991 | Philips Interactive Media | Actiespel                  |
| The Dark Fables of Aesop                 | 1992 | Philips Interactive Media | Educatiespel               |
| David and Goliath                        | 1992 | Philips Interactive Media | Educatiespel Strategiespel |
| Defender of the Crown                    | 1991 | Philips Interactive Media | Strategiespel              |
| De Zaak van Sam                          | 1997 | Haarlems Uitgeef Bedrijf  | Avonturenspel              |
| Die CD-i mit der Maus: Auf dem Bauernhof | 1995 | T1 New Media              | Educatiespel               |
| Dimo's Quest                             | 1994 | Philips Interactive Media | Strategiespel              |
| Dit Was 1994: Wereldnieuws Overzicht     | 1994 | Philips Interactive Media | Educatiespel               |
| Dit Was 1995                             | 1995 | Philips Interactive Media | Educatiespel               |
| Domino                                   | 1997 | Wigant Interactive Media  | Strategiespel              |
| Do you remember the '60s?                | 1996 | Philips Interactive Media | Educatiespel               |
| Dragon's Lair                            | 1994 | Philips Interactive Media | Actiespel                  |
| Dragon's Lair II: Time Warp              | 1994 | Philips Interactive Media | Actiespel                  |
| Drug Wars                                | 1996 | Philips Interactive Media | Actiespel                  |

## E
| Titel                                                   | Jaar | Uitgever                  | Genre                                    |
| ------------------------------------------------------- | ---- | ------------------------- | ---------------------------------------- |
| Earth Command: The Future of Our World is in Your Hands | 1993 | Philips Interactive Media | Educatiespel Simulatiespel Strategiespel |
| Effacer: Hangman from the 25th Century                  | 1994 | Philips Interactive Media | Educatiespel Strategiespel               |
| Enkhuizer Almanak 1997                                  | 1997 |                           | Educatiespel Strategiespel               |
| Escape from CyberCity                                   | 1992 | Philips Interactive Media | Actiespel                                |
| European Party                                          | 1994 | Philips Interactive Media | Educatiespel                             |

## F
| Titel                          | Jaar | Uitgever                            | Genre                                |
| ------------------------------ | ---- | ----------------------------------- | ------------------------------------ |
| Face Kitchen                   | 1992 | Philips Interactive Media           | Simulatiespel                        |
| Family Games I                 | 1994 | Philips Interactive Media           | Actiespel Autoracespel Strategiespel |
| Family Games II: Junkfood Jive | 1995 | Philips Interactive Media           | Actiespel Strategiespel              |
| Flashback                      | 1994 | Philips Interactive Media U.S. Gold | Actiespel                            |
| Flintstones Jetsons: Timewarp  | 1994 | Philips Interactive Media           | Avonturenspel                        |
| Foqus                          | 1994 | Philips Interactive Media           | Strategiespel                        |
| Frog Feast                     | 2007 | OlderGames                          | Actiespel                            |

## G
| Titel                                  | Jaar | Uitgever                                                | Genre                  |
| -------------------------------------- | ---- | ------------------------------------------------------- | ---------------------- |
| Gewetensvragen                         | 1995 | Nederlands Nationaal Oorlogs- en Verzetsmuseum Overloon | Educatiespel           |
| Girl's Club                            | 1992 |                                                         | Simulatiespel          |
| Go                                     | 1992 | Philips Interactive Media                               | Strategiespel          |
| Goal: FIFA World Cup Soccer Quiz Game  | 1994 | Philips Professional Publishing International           | Educatiespel Sportspel |
| Golden Oldies I                        | 1997 | SPC Vision                                              | Actiespel              |
| Golden Oldies II                       | 1997 | SPC Vision                                              | Actiespel              |
| Go: Special Edition                    | 2002 | OlderGames                                              | Strategiespel          |
| Great American Golf 1                  | 1993 | Philips Professional Publishing International           | Educatiespel Sportspel |
| Great American Golf 2                  | 1994 | XDRA                                                    | Educatiespel Sportspel |
| Great British Golf: Middle Ages - 1940 | 1994 | Philips Interactive Media                               | Educatiespel Sportspel |

## H
| Titel                          | Jaar | Uitgever                  | Genre                                |
| ------------------------------ | ---- | ------------------------- | ------------------------------------ |
| Hanna-Barbera Cartoon Carnival | 1993 | Philips Interactive Media | Actiespel Autoracespel               |
| Henri Dès: Les bêtises         | 1993 | Philips Interactive Media | Strategiespel                        |
| Hieperdepiep, Ik Lees!         | 1995 | Philips Interactive Media | Actiespel Educatiespel Strategiespel |
| Hieroglyph                     | 1994 |                           | Actiespel Strategiespel              |
| Hotel Mario                    | 1994 | Philips Interactive Media | Actiespel Strategiespel              |

## I
| Titel                           | Jaar | Uitgever                                    | Genre                      |
| ------------------------------- | ---- | ------------------------------------------- | -------------------------- |
| ik, mik, Letterland             | 1996 | Philips Interactive Media                   | Avonturenspel Educatiespel |
| Il Tesoro dell'Isola dei Giochi | 1994 | Philips Interactive Media                   | Strategiespel              |
| Inca                            | 1993 | Philips Interactive Media Coktel Vision     | Actiespel Avonturenspel    |
| International Tennis Open       | 1992 | Philips Interactive Media Pathé Interactive | Sportspel                  |

## J
| Titel                                  | Jaar | Uitgever                  | Genre         |
| -------------------------------------- | ---- | ------------------------- | ------------- |
| Jack Sprite vs. the Crimson Ghost      | 2002 | Older Games               | Actiespel     |
| Jan Pienkowski Haunted House           | 1997 | Philips Interactive Media | Avonturenspel |
| Jeopardy!                              | 1995 | Philips Interactive Media | Strategiespel |
| Jezus Messias                          | 1997 | Zoutewelle Multimedia     | Educatiespel  |
| Jigsaw: The Ultimate Electronic Puzzle | 1992 | Philips Interactive Media | Strategiespel |
| The Joker's Wild Jr.                   | 1994 | Philips Interactive Media | Strategiespel |
| The Joker's Wild!                      | 1994 | Philips Interactive Media | Strategiespel |

## K
| Titel                    | Jaar | Uitgever                  | Genre         |
| ------------------------ | ---- | ------------------------- | ------------- |
| Kether                   | 1993 | Philips Interactive Media | Actiespel     |
| Kingdom II: Shadoan      | 1996 | Philips Interactive Media | Avonturenspel |
| Kingdom: The Far Reaches | 1995 | Philips Interactive Media | Avonturenspel |

## L
| Titel                                                  | Jaar | Uitgever                                    | Genre                   |
| ------------------------------------------------------ | ---- | ------------------------------------------- | ----------------------- |
| Labyrinth of Crete                                     | 1997 | Philips Interactive Media                   | Actiespel Strategiespel |
| L'affaire Morlov                                       | 1996 | Titus France                                | Avonturenspel           |
| L'Ange et le Demon                                     | 1992 | Philips Interactive Media                   | Avonturenspel           |
| Laser Lords                                            | 1992 | Philips Interactive Media                   | Actiespel Avonturenspel |
| The Last Bounty Hunter                                 | 1996 | Philips Interactive Media                   | Actiespel               |
| Le journal interactif 94 et Le jeu des stars de l'info | 1994 | Philips Média France                        | Educatiespel            |
| Le journal interactif 95                               | 1995 | Philips Média France                        | Educatiespel            |
| Lemmings                                               | 1993 | Philips Interactive Media Psygnosis Limited | Strategiespel           |
| Les Guignols De L'Info...Le Jeu !                      | 1995 | Canal+Multimédia Philips Média France       | Avonturenspel           |
| Les Schtroumpfs: Le Téléportaschtroumpf                | 1998 | Philips Interactive Media                   | Actiespel               |
| Lettergreep                                            | 1996 | Philips Interactive Media                   | Strategiespel           |
| Lingo                                                  | 1994 | Philips Interactive Media                   | Strategiespel           |
| Link: The Faces of Evil                                | 1993 | Philips Interactive Media                   | Actiespel               |
| Litil Divil                                            | 1994 | Philips Interactive Media                   | Actiespel               |
| Little Monster at School                               | 1993 | Philips Interactive Media                   | Educatiespel            |
| Lords of the Rising Sun                                | 1992 | Philips Interactive Media                   | Actiespel Strategiespel |
| Lost Eden                                              | 1995 | Virgin Interactive Entertainment (Europe)   | Avonturenspel           |
| The Lost Ride                                          | 1998 | Philips Interactive Media                   | Actiespel               |
| Lucky Luke: The Video Game                             | 1996 | Philips Media SPC Vision                    | Actiespel               |

## M
| Titel                                          | Jaar | Uitgever                                                           | Genre                       |
| ---------------------------------------------- | ---- | ------------------------------------------------------------------ | --------------------------- |
| Mad Dog II: The Lost Gold                      | 1995 | Philips Interactive Media                                          | Actiespel                   |
| Mad Dog McCree                                 | 1994 | Philips Interactive Media                                          | Actiespel                   |
| Magic Eraser                                   | 1995 | ZYX Music                                                          | Actiespel                   |
| Making the Grade                               | 1995 | 3T Productions                                                     | Simulatiespel Strategiespel |
| Marco Polo                                     | 1994 | Philips Interactive Media Philips Média France                     | Simulatiespel               |
| Master Labyrinth                               | 1994 | Philips Interactive Media                                          | Strategiespel               |
| Max Magic                                      | 1994 | Philips Interactive Media                                          | Educatiespel Simulatiespel  |
| Mega Maze                                      | 1993 | Philips Interactive Media                                          | Strategiespel               |
| Merlin's Apprentice                            | 1995 | Philips Interactive Media                                          | Avonturenspel               |
| Micro Machines                                 | 1995 | The Codemasters Software Company Limited Philips Interactive Media | Autoracespel                |
| Monty Python's Invasion from the Planet Skyron | 1995 | Philips Interactive Media                                          | Actiespel Avonturenspel     |
| More Dark Fables from Aesop                    | 1992 | Philips Interactive Media                                          | Educatiespel                |
| Moses: Bound for the Promised Land             | 1991 | Philips Interactive Media                                          | Educatiespel                |
| Moses: The Exodus                              | 1992 | Philips Interactive Media                                          | Avonturenspel Educatiespel  |
| Mother Goose: Hidden Pictures                  | 1991 | Philips Interactive Media American Interactive Media               | Avonturenspel Educatiespel  |
| Mother Goose: Rhymes to Color                  | 1991 | Philips Interactive Media American Interactive Media               | Avonturenspel Educatiespel  |
| Mutant Rampage: Bodyslam                       | 1994 | Philips Interactive Media                                          | Actiespel                   |
| Muzzy: Learn French the Fun Way                | 1994 | Philips Interactive Media                                          | Educatiespel                |
| Myst                                           | 1996 | Philips Interactive Media Sun Corporation                          | Avonturenspel               |
| Mystic Midway: Phantom Express                 | 1993 | Philips Interactive Media                                          | Actiespel                   |
| Mystic Midway: Rest in Pieces                  | 1992 | Philips Interactive Media                                          | Actiespel                   |

## N
| Titel                                         | Jaar | Uitgever                       | Genre                                 |
| --------------------------------------------- | ---- | ------------------------------ | ------------------------------------- |
| Name That Tune                                | 1993 | Philips Interactive Media      | Strategiespel                         |
| Nationale Spellingwedstrijd                   | 1995 | TROS Philips Interactive Media | Educatiespel Strategiespel            |
| NFL Football Trivia Challenge                 | 1994 | Philips Interactive Media      | Educatiespel Sportspel                |
| NFL Football Trivia Challenge '94-'95 Edition | 1995 | Philips Interactive Media      | Educatiespel Sportspel                |
| NFL Hall of Fame Football                     | 1994 | Philips Interactive Media      | Simulatiespel Sportspel               |
| NFL Instant Replay                            | 1995 | Philips Interactive Media      | Simulatiespel Sportspel Strategiespel |
| Noah's Ark                                    | 1991 | Philips Interactive Media      | Avonturenspel Educatiespel            |
| Nobelia                                       | 2022 | TwBurn                         | Avonturenspel                         |

## O
| Titel   | Jaar | Uitgever                  | Genre         |
| ------- | ---- | ------------------------- | ------------- |
| Othello | 1993 | Philips Interactive Media | Strategiespel |

## P
| Titel                                                         | Jaar | Uitgever                                | Genre                                |
| ------------------------------------------------------------- | ---- | --------------------------------------- | ------------------------------------ |
| Pac-Attack                                                    | 1995 | Philips Interactive Media Namco Limited | Strategiespel                        |
| Paint School I                                                | 1997 | Philips Interactive Media               | Educatiespel                         |
| Paint School II                                               | 1997 | Philips Interactive Media               | Educatiespel Strategiespel           |
| P.A.W.S. - Personal Automated Wagging System                  | 1998 | Philips Interactive Media               | Actiespel Avonturenspel Educatiespel |
| Pinball                                                       | 1991 | Philips Interactive Media               | Actiespel                            |
| Pyramid Adventures: Episode 1 - Treasures of the Lost Pyramid | 1996 | Compact Disc Incorporated               | Actiespel Educatiespel               |

## R
| Titel                                            | Jaar | Uitgever                                             | Genre                      |
| ------------------------------------------------ | ---- | ---------------------------------------------------- | -------------------------- |
| Retourtje Mali                                   | 1996 | Museon                                               | Avonturenspel Educatiespel |
| Richard Scarry's Best Neighborhood Disc Ever!    | 1991 | Philips Interactive Media American Interactive Media | Avonturenspel Educatiespel |
| Richard Scarry's Busiest Neighborhood Disc Ever! | 1991 | Philips Interactive Media                            | Avonturenspel Educatiespel |
| Rise of the Robots                               | 1994 | Philips Interactive Media                            | Actiespel                  |

## S
| Titel                          | Jaar | Uitgever                              | Genre                                 |
| ------------------------------ | ---- | ------------------------------------- | ------------------------------------- |
| Sandy's Circus Adventure       | 1991 | Philips Interactive Media             | Avonturenspel                         |
| Santa Claus' Mice              | 1992 | Philips Interactive Media             | Educatiespel                          |
| Sargon Chess                   | 1991 | Philips Interactive Media             | Strategiespel                         |
| Scotland Yard Interactive      | 1993 | Philips Interactive Media Deutschland | Strategiespel                         |
| Secret Mission                 | 1996 | Philips Média France                  | Avonturenspel                         |
| Sesame Street: Numbers         | 1991 |                                       | Educatiespel                          |
| Shaolin's Road                 | 1995 | Philips Interactive Media             | Actiespel Avonturenspel Strategiespel |
| Shipwreck                      | 1993 | Philips Interactive Media             | Avonturenspel Educatiespel            |
| Solar Crusade                  | 1999 | Infogrames Multimedia                 | Actiespel                             |
| Soundtrap                      | 1993 | Philips Interactive Media             | Avonturenspel Educatiespel            |
| Space Ace                      | 1993 | Philips Interactive Media             | Actiespel                             |
| Sport Freaks                   | 1996 | Philips Interactive Media             | Sportspel                             |
| Steel Machine                  | 1993 | Philips Interactive Media             | Actiespel                             |
| Stickybear: Family Fun - Games | 1995 | Philips Interactive Media             | Strategiespel                         |
| Stickybear: Math               | 1994 | Philips Interactive Media             | Actiespel Educatiespel Strategiespel  |
| Stickybear: Preschool          | 1994 | Philips Interactive Media             | Educatiespel                          |
| Stickybear: Reading            | 1992 | Philips Interactive Media             | Actiespel Educatiespel                |
| The Story of Jonah             | 1992 | Philips Interactive Media             | Educatiespel                          |
| The Story of Samson            | 1992 | Philips Interactive Media             | Educatiespel                          |
| Striker Pro                    | 1994 | Philips Interactive Media             | Sportspel                             |
| Strip Poker Live               | 1994 | Interlance Publishing BV              | Strategiespel                         |
| Strip-Poker Pro                | 1994 | HotStage                              | Strategiespel                         |
| Surf City                      | 1994 | Philips Interactive Media             | Autoracespel Sportspel                |

## T
| Titel                           | Jaar | Uitgever                   | Genre                      |
| ------------------------------- | ---- | -------------------------- | -------------------------- |
| Tangram                         | 1992 | Philips Interactive Media  | Strategiespel              |
| Tell Me Why One                 | 1991 | Philips Interactive Media  | Educatiespel Strategiespel |
| Tell Me Why Two                 | 1991 | Philips Interactive Media  | Educatiespel Strategiespel |
| Tetris                          | 1991 | Philips Interactive Media  | Strategiespel              |
| Tetsuo Gaiden                   | 1997 | New Frontier Entertainment | Actiespel                  |
| Text Tiles                      | 1992 | Philips Interactive Media  | Strategiespel              |
| Thumbelina                      | 1995 | Philips Interactive Media  | Strategiespel              |
| Thunder in Paradise Interactive | 1995 | Philips Interactive Media  | Actiespel                  |
| Tim & Beer bij de Film          | 1995 | Philips Interactive Media  | Avonturenspel              |
| Tim & Beer in de Haven          | 1995 | Philips Interactive Media  | Avonturenspel              |
| Tim & Beer op het Vliegveld     | 1994 | Philips Interactive Media  | Avonturenspel              |
| Tom: Magic Picture Show         | 1992 | Philips Média France       | Educatiespel Strategiespel |

## U
| Titel                     | Jaar | Uitgever                  | Genre                   |
| ------------------------- | ---- | ------------------------- | ----------------------- |
| The Ultimate Noah's Ark   | 1994 | Philips Interactive Media | Educatiespel            |
| Ultra CD-i Soccer         | 1997 | Philips Interactive Media | Sportspel               |
| Uncover featuring Tatjana | 1996 | SPC Vision                | Actiespel Strategiespel |

## V
| Titel          | Jaar | Uitgever                   | Genre                            |
| -------------- | ---- | -------------------------- | -------------------------------- |
| Vegas Girls    | 1995 | Telstar Electronic Studios | Strategiespel                    |
| Video Speedway | 1992 | Philips Interactive Media  | Autoracespel                     |
| Voetbal        | 1994 | Philips Interactive Media  | Actiespel Educatiespel Sportspel |
| Voyeur         | 1993 | Philips Interactive Media  | Avonturenspel                    |

## W
| Titel                                              | Jaar | Uitgever                                     | Genre         |
| -------------------------------------------------- | ---- | -------------------------------------------- | ------------- |
| The Wacky World of Miniature Golf with Eugene Levy | 1993 | Philips Interactive Media                    | Sportspel     |
| Whack a Bubble                                     | 1997 | Philips Interactive Media                    | Actiespel     |
| Who Shot Johnny Rock?                              | 1995 | Capitol Multimedia Philips Interactive Media | Actiespel     |
| Wordplay                                           | 1993 | Philips Interactive Media                    | Strategiespel |
| World Cup Golf: Hyatt Dorado Beach                 | 1996 | U.S. Gold                                    | Sportspel     |

## X
| Titel                                  | Jaar | Uitgever                  | Genre                      |
| -------------------------------------- | ---- | ------------------------- | -------------------------- |
| Xplora 1: Peter Gabriel's Secret World | 1995 | Philips Interactive Media | Avonturenspel Educatiespel |

## Y
| Titel                | Jaar | Uitgever                  | Genre        |
| -------------------- | ---- | ------------------------- | ------------ |
| Yearn2Learn: Peanuts | 1995 | Philips Interactive Media | Educatiespel |

## Z
| Titel                            | Jaar | Uitgever                  | Genre        |
| -------------------------------- | ---- | ------------------------- | ------------ |
| Zelda's Adventure                | 1995 | Philips Interactive Media | Actiespel    |
| Zelda: The Wand of Gamelon       | 1993 | Philips Interactive Media | Actiespel    |
| Zenith                           | 1997 | Philips Media             | Actiespel    |
| Zombie Dinos From Planet Zeltoid | 1992 | Philips Interactive Media | Educatiespel |